# Mpigi (district)
Mpigi is een district in Centraal-Oeganda. Het administratief centrum bevindt zich in de gelijknamige plaats Mpigi. Mpigi telde in 2014 250.548 inwoners en in 2020 naar schatting 286.600 inwoners op een oppervlakte van 1206 km². Meer dan 82% van de bevolking woont op het platteland.
Het district ligt aan de noordelijke oever van het Victoriameer. In 2010 werd het district opgesplitst en werden de districten Gomba en Butambala opgericht.

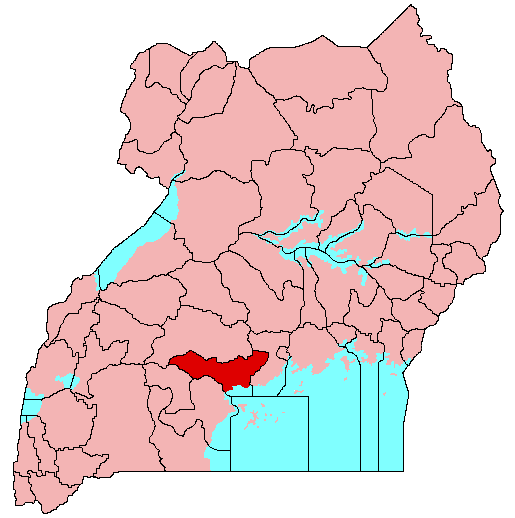
Het district had een oppervlakte van 3715 km² voor het in 2010 werd opgesplitst